# Agence de services et de paiement

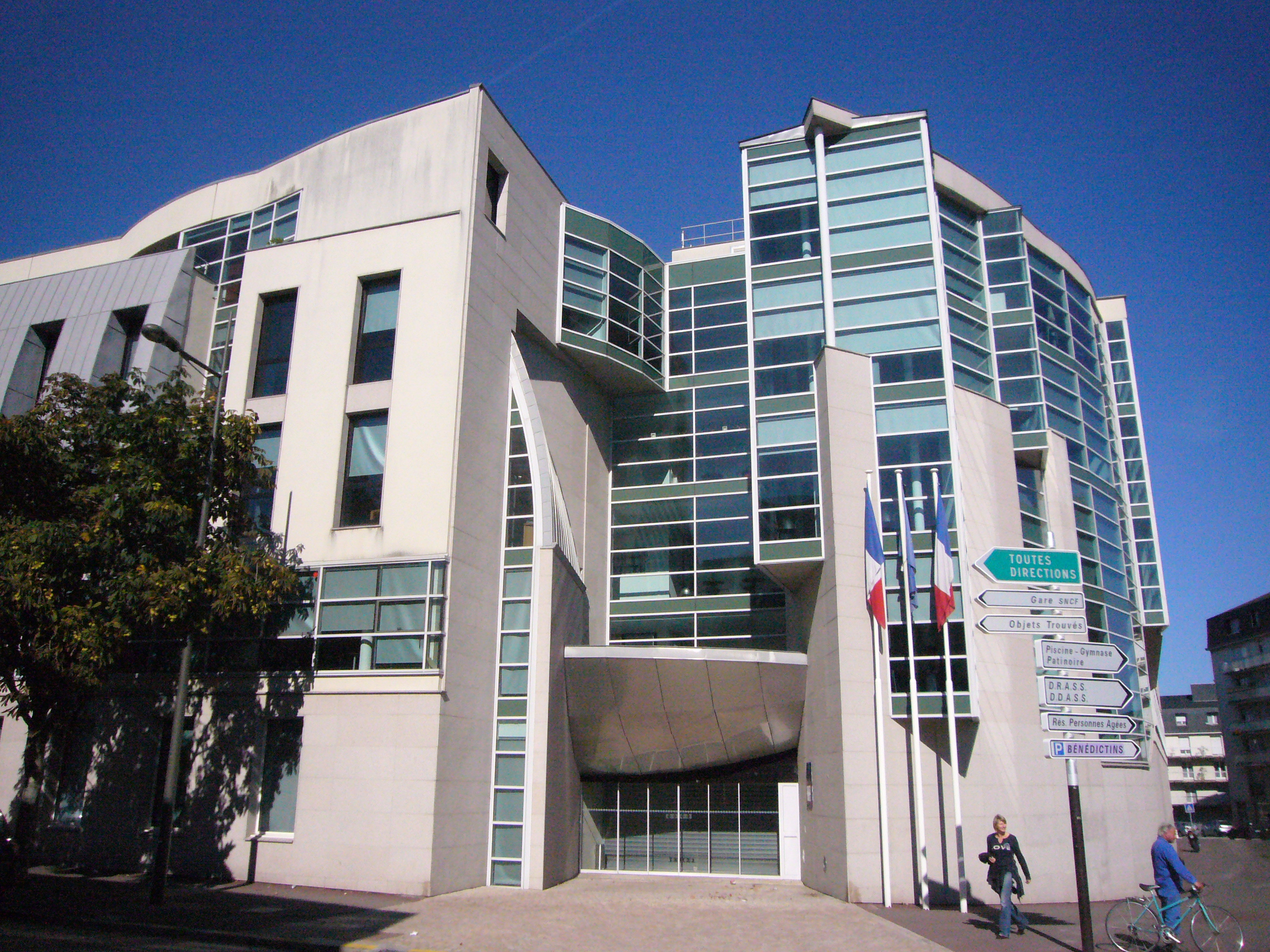
Siège national de l'ASP à Limoges

Pour les articles homonymes, voir ASP.
L'Agence de services et de paiement (ASP) est un établissement public français qui a été créé le 1er avril 2009. Sa mission est de contribuer à la mise en œuvre de politiques publiques, nationales et européennes, en appuyant les décideurs publics. 
Les domaines concernés par ces dispositifs d'aides sont très variés : sylviculture, agriculture, éducation et formation professionnelle, intégration, insertion, développement rural, aménagement foncier, etc. L'ASP demeure néanmoins un acteur primordial du secteur agricole. Il est le payeur de la quasi-totalité des aides européennes versées aux exploitations agricoles dans le cadre de la Politique agricole commune (PAC).

## Historique
Après une première phase de fusion des offices agricoles en 2006, une nouvelle phase a eu lieu en 2009 dans le cadre de la révision générale des politiques publiques avec la fusion de l'AUP et du CNASEA pour former l'Agence de services et de paiement (ASP).
La création de l'ASP a été décidée dans le cadre de la révision générale des politiques publiques. Elle répond aux préoccupations de l’État français : réduire les coûts de mise en œuvre des politiques publiques et en améliorer la lisibilité.

## Missions
L’ASP gère des dispositifs dans des secteurs très variés : elle est le premier payeur européen en matière de politique agricole. Elle mène par ailleurs des missions pour treize ministères et pour de nombreuses collectivités territoriales. 
L'ASP couvre donc un champ d’activités variées : agriculture, aquaculture, forêt, pêche, développement local et rural, environnement, aménagement foncier outre-mer, emploi, éducation et formation professionnelle, insertion, intégration, solidarité et action sociale .
Elle propose des métiers et des savoir-faire multiples qu'elle met en œuvre selon les besoins du donneur d'ordre.
Les décideurs publics peuvent externaliser auprès de l'agence tout ou partie de la mise en œuvre des politiques qu'ils ont définies. En effet, l'ASP a développé un large éventail de compétences :
- La gestion administrative et financière des aides publiques

Il s’agit de l’instruction des demandes d’aides, du contrôle du respect des engagements pris par les bénéficiaires (contrôles sur pièce avant paiement, contrôles sur place, contrôles de service fait), de l’exécution des paiements et des recouvrements et apurement des indus.
Un trésorier payeur général assure les fonctions d'agent comptable.
- L'ingénierie administrative et l'assistance technique

L’agence propose une palette de services en matière d'ingénierie administrative : élaboration des processus de gestion d'un dispositif, instrumentation des dispositifs, rédaction, édition et diffusion de formulaires, instruction des dossiers, organisation de séminaires, assistance juridique, …
L'ASP développe des outils informatiques de type extranet pour le suivi partagé des programmes. Elle forme et apporte une assistance aux utilisateurs.
- Le suivi et l'évaluation des politiques publiques

L’agence élabore des outils de valorisation de données et de pilotage ainsi que des outils cartographiques permettant d’évaluer et de suivre les politiques publiques. Elle réalise aussi des études : enquêtes de satisfaction, études comparatives ou analyses d'impact des dispositifs.

## Contrats d’objectifs et de performance (COP)
Les orientations de l’établissement sont  fixées par un contrat d'objectif et de performance, signés par l'Agence et les ministères chargés de l’agriculture et du travail.  Le premier contrat  est signé  en 2011,  le second en 2015. Le troisième couvre la période 2019-2023. Le premier objectif fixé dans ce 3e contrat est d'anticiper les nouvelles modalités de gestion des aides de la Politique agricole commune  (PAC) ; viennent ensuite : l'amélioration de la chaîne des paiements, l'amélioration des modalités de gestion des aides à l'emploi, et plus globalement l'amélioration de la qualité des services.

## Organisation
L'ASP est dirigée par Stéphane Le Moing. Elle est administrée par un conseil d'administration où siègent douze représentants de l'État et neuf représentants d'établissements publics et d'organisations professionnelles.
En 2017, le budget d'intervention de l'ASP s'est élevé à 20.8 milliards d’euros.
43 % de ces fonds sont versés par l'Union européenne, 46 % par l'État et 11 % par les collectivités territoriales (Régions, départements) et établissements publics (agences de l'eau, ADEME, Acsé, Agefiph, etc.). 
Son siège social est situé à Limoges. Ses 2 240 agents sont répartis dans 17 directions régionales, un site national à Montreuil et le siège social à Limoges.

## Logos

Ancien logo (jusqu'en mars 2020)
Logo depuis mars 2020